# Héctor Santibáñez
Héctor Guillermo Santibáñez Rojas (Chile, 25 de julio de 1972) es un exfutbolista chileno. Jugaba de mediocampista y militó en diversos clubes de Chile, actualmente está a cargo de una fundación.

## Clubes
| Club                 | País  | Año       |
| -------------------- | ----- | --------- |
| Unión Española       | Chile | 1991      |
| Unión San Felipe     | Chile | 1992      |
| Unión Española       | Chile | 1993      |
| Unión San Felipe     | Chile | 1993-1994 |
| Santiago Wanderers   | Chile | 1995-1997 |
| Everton              | Chile | 1997      |
| Santiago Wanderers   | Chile | 1998      |
| Everton              | Chile | 1999      |
| Deportes Antofagasta | Chile | 2000-2001 |
| Coquimbo Unido       | Chile | 2002      |
| Deportes Temuco      | Chile | 2003      |
| Unión San Felipe     | Chile | 2004      |
| Universidad de Chile | Chile | 2005      |
| Rangers              | Chile | 2006      |
| Santiago Morning     | Chile | 2006-2008 |

## Palmarés

### Campeonatos nacionales
| Título     | Club               | País  | Año  |
| ---------- | ------------------ | ----- | ---- |
| Copa Chile | Unión Española     | Chile | 1993 |
| Primera B  | Santiago Wanderers | Chile | 1995 |